# Alfred Bohrmann
Alfred Bohrmann, född 28 februari 1904, död 4 januari 2000, var en tysk astronom.
Han var verksam vid Heidelbergs universitet.
Minor Planet Center listar honom som upptäckare av 9 asteroider.
Asteroiden 1635 Bohrmann är uppkallad efter honom.

## Asteroid upptäckt av Alfred Bohrmann
| 1455 Mitchella | 5 juni 1937       |
| 1470 Carla     | 17 september 1938 |
| 1531 Hartmut   | 17 september 1938 |
| 1733 Silke     | 19 februari 1938  |
| 1998 Titius    | 24 februari 1938  |
| 2016 Heinemann | 18 september 1938 |
| 2226 Cunitza   | 26 augusti 1936   |
| 2350 von Lüde  | 6 februari 1938   |
| 2665 Schrutka  | 24 februari 1938  |